# Rue du Cirque (Lille)
Pour les articles homonymes, voir Rue du Cirque.
La  rue du Cirque est une voie publique urbaine de la commune de Lille dans le département français du Nord.

## Situation et accès
Située dans le quartier du Vieux-Lille, la rue du Cirque relie la Rue Basse, à la Place Gilleson. La rue figure parmi les îlots regroupés pour l'information statistique (IRIS N° 0205 - VIEUX LILLE 5) de Lille, tels que l'Insee les a établis en 1999.

## Origine du nom
La rue doit son nom à un parc de loisirs le « Cirque » créé sur la motte castrale  par un entrepreneur, M. Dussart sur le terrain qui appartenait au couvent des dominicains acquis dans les années 1790 comme bien national. Le Cirque ouvre le 18 prairial an IX (7 juin 1801) puis périclite après un succès au cours de ses premières années.

## Historique

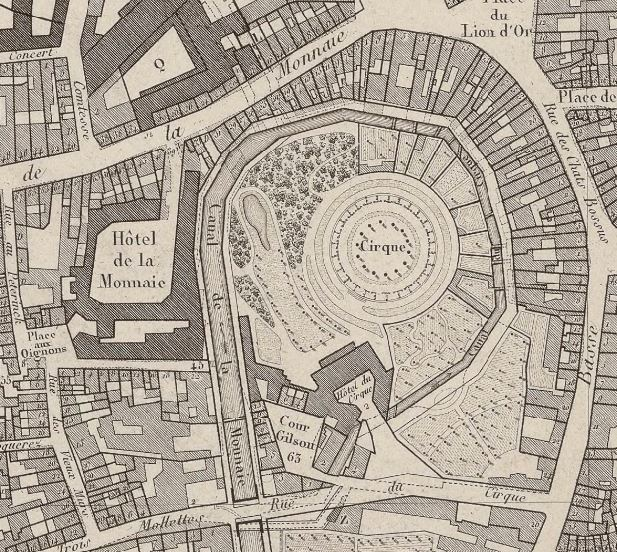
Le cirque sur plan de Lille de 1820

Dès le Moyen Âge, la rue du Cirque, reliait la rue Basse, à la motte castrale, également dénommée: « îlot sacré », « îlot du Buc », Motte-Madame, Cirque, considéré comme le siège historique du pouvoir féodal.
Nommée « ruelle de Sailly », « de Roubaix »  (du nom de  l’hôtel de Roubaix à proximité), « des Dominicains » (car longeant l’église du couvent des Dominicains), c'était une voie très étroite.
Le site de la Motte-Madame, fief de la cour de Phalempin fut confisqué par suite des guerres au profit du roi d'Espagne  et devint propriété du roi de France à la conquête de Lille par Louis XIV en 1667 .
Situé à l'angle de la rue du Cirque et de la rue Basse, un terrain y attenant, fut offert aux Dominicains par Louis XV afin que ceux-ci y bâtissent un couvent. Ce couvent fut endommagé par les canonnades du siège de 1792, et détruit en 1795. 
C'est ce lieu considéré comme le berceau topographique de la cité qui fut choisi pour ériger la cathédrale de Lille, en 1854.

## Bâtiments remarquables et lieux de mémoire
- Les immeubles de l'angle de la rue du Cirque jusqu'au bâtiment du 30-32 ont été édifiés sur le terrain de l'ancien hôtel de Soubise qui s'étendait jusqu'au canal du pont de Weppes à l'emplacement actuel de la rue de Weppes[5],

- La Cathédrale Notre-Dame-de-la-Treille a fait l’objet d’une inscription au titre des monuments historiques depuis le 2 mars 2009 [6]